# برنو بیدون
برنو بیدون (انگلیسی: Breno Bidon؛ زادهٔ ۲۰ فوریهٔ ۲۰۰۵) بازیکن فوتبال اهل برزیل است که در حال حاضر برای کورینتیانس در پست هافبک بازی می‌کند.
وی همچنین در تیم‌های ملی فوتبال زیر ۱۵ سال، زیر ۱۷ سال و زیر ۲۰ سال برزیل بازی کرده است.

## دوران باشگاهی
برنو بیدون دوران فوتبال خود را از سال ۲۰۱۱ در تیم زیر ۷ سال پرتوزا آغاز کرد و تا سال ۲۰۱۷ در آنجا ماند. در آن سال به گرمیو اوداکس پیوست. پس از دو فصل حضور در این باشگاه، به عنوان بازیکن رده سنی زیر ۱۷ سال به کورینتیانس منتقل شد. او در رده‌های پایه کورینتیانس همراه با گابریل موسکاردو در رقابت‌های جام جوانان سائو پائولو ۲۰۲۳ و قهرمانی زیر ۲۰ سال برزیل درخشید و به شهرت رسید.
در ژانویهٔ ۲۰۲۴، پس از کمک به کورینتیانس برای قهرمانی در جام سائو پائولو، به عنوان بهترین بازیکن این تورنمنت انتخاب شد. گل او از فاصلهٔ دور مقابل آمریکا-MG به عنوان زیباترین گل مرحله یک‌چهارم نهایی مسابقات توسط رسانه‌ها شناخته شد.
در فصل ۲۰۲۴، بیدون به تیم اصلی کورینتیانس راه یافت و بیش از ۱۰۰۰ دقیقه در لیگ دسته اول برزیل به میدان رفت. او نخستین گل حرفه‌ای خود را در بازی خارج از خانه مقابل آمریکا-RN در دور سوم جام حذفی فوتبال برزیل به ثمر رساند. نمایش‌های خوب او باعث شد تا استعدادیاب‌های بایرن مونیخ به جذبش علاقه‌مند شوند و در پی آن، کورینتیانس مبلغ فسخ قرارداد او را ۱۰۰ میلیون رئال برزیل تعیین کرد.